# Ervilia concentrica
Ervilia concentrica är en musselart som först beskrevs av Edward Morell Holmes 1860.  Ervilia concentrica ingår i släktet Ervilia och familjen Semelidae.

## Underarter
Arten delas in i följande underarter:
- E. c. concentrica
- E. c. rostratula